# Посольство Буркина-Фасо в России
Посольство Буркина-Фасо в Российской Федерации (фр. Ambassade du Burkina Faso en Fédération de Russie) — официальная дипломатическая миссия Буркина-Фасо в России, расположена в Москве на Якиманке в дипломатическом корпусе на улице Коровий Вал. 
- Адрес посольства: 119049, Москва, улица Коровий Вал, дом 7, стр.1, офис 175—176 (подъезд 6, 1-й этаж)[1]
- Посол Буркина-Фасо в Российской Федерации: Аристид Рапугдондба Людовик Тапсоба (с 23 января 2024 года).

## Дипломатические отношения
Дипломатические отношения Буркина-Фасо (в то время Верхняя Вольта) и СССР были установлены 18 февраля 1967 года.

## Послы Буркина-Фасо в России
- Лонку Оливье Кини (1967—1968)
- Жорж Бамина Неби (1968—19??)
- Убкири Марк Яо (1979—1985)
- Мелете Траоре (1985—1988)
- Анитан Жонас Йе (1988—1993)
- Жером Соме (1993—1996)
- Жан-Батист Ильбудо (1996—2007)
- Ксавье Ниодого (2007—2011)
- Мари-Одиль Бонкунгу (2011—2013)
- Антуан Сомда (2014—2022)
- Аристид Тапсоба (с 2023)